# Латпхрау
Латпхрау (тайск. ลาดพร้าว) один из пятидесяти кхетов (округов) Бангкока, столицы Таиланда. Кхет граничит с шестью другими кхетами (с севера по часовой стрелке): Бангкхен, Бынгкум, Бангкапи, Вангтхонгланг и Чатучак.
Район является "спальным" районом. Здесь нет никаких достопримечательностей, больших торговых центров и тд. Транспортная инфраструктура также не развита.
Интересно, что одноименная улица "Lat Phrao", которая соединяет районы Бангкапи и Чатучак, не проходит через район Латпрхау. Одноименная станция метро, также находится в районе Чатучак.

## История
Латпхрау был тамбоном ампхе Бангкапи, провинции Пхранакхон. В 1972 году провинция Пхранакхон была упразднена и присоединена к Бангкоку.
4 сентября 1989 года Латпхрау был отделён от Бангкапи и вместе с районом Бынгкум стал самостоятельным районом. 
В 1997 году границы района были изменены, чтобы сбалансировать размер и население районов Бангкока. Часть района Чораке Буа к северу от каналов Кхок Кхрам и Та Ренг перешли району Бангкхен и часть района Латхпрао вошла в состав района Вангтхонгланг.
24 января 2002 года часть района Вангтхонгланг перешла району Латпхрау.
Слово Lat Phrao может означать Кокосовый склон. На печати района также изображен кокос.

## Администрация
Район разделён на два подрайона (кхвэнга).
| 1. | Латпхрау    | ลาดพร้าว |  |
| 2. | Чоракхе Буа | จรเข้บัว  |  |

## Районный совет
Районный совет Латпхрау имеет семь членов, каждый из которых служит четыре года. В результате последних выборов, 30 апреля 2006 года, были избраны семь мест для партии Тайцы любят тайцев.